# Скеляр строкатий
Скеляр строкатий, дрізд кам'яний (Monticola saxatilis) — птах родини мухоловкових (Muscicapidae). Один з видів політичного роду; один з двох видів у фауні України. В Україні гніздовий, перелітний птах.

## Опис

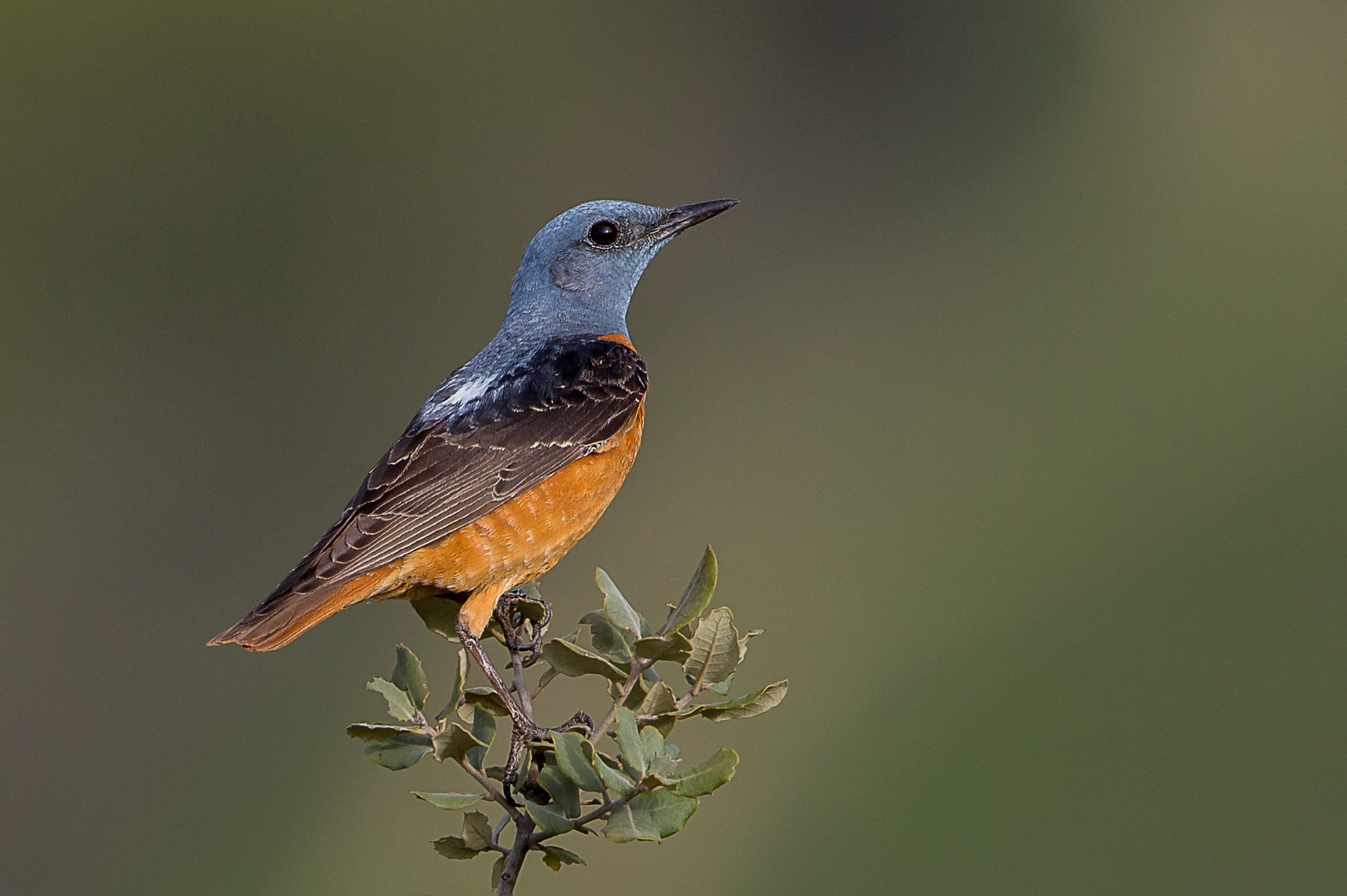
Самець, Іспанія

### Морфологічні ознаки
Розміром з шпака. Довжина тіла — 180—192 мм, маса тіла — 43—63 г, довжина крила 11—13, хвоста — 7 см. Виражений статевий диморфізм. Дорослий самець у шлюбному вбранні легко впізнається в природі за строкатим забарвленням. У нього голова, горло, шия, верхня частина спини та поперек сині; нижня частина спини біла; надхвістя і весь низ насичено руді; крила темно-бурі; хвіст рудий, центральна пара стернових пер темно-бура; дзьоб чорний; ноги чорно-бурі. У позашлюбному вбранні верх темно-бурий, пера з вузькою вохристою облямівкою; низ з білою і бурою строкатістю. Доросла самка у шлюбному вбранні зверху бура, пера з вохристою облямівкою і темними плямами; горло білувате; решта низу вохриста з бурою поперечною строкатістю, на волі і боках тулуба рудий відтінок; стернові пера руді, крім двох бурих центральних; основа нижньої щелепи жовтувата. У позашлюбному вбранні самка строкатіша. Молодий птах схожий на дорослу самку у позашлюбному вбранні.

### Голос
Пісня — мелодійні трелі, поклик — різке «чік-чік» або тихе тріскотливе «тсчрр».

## Особливості біології

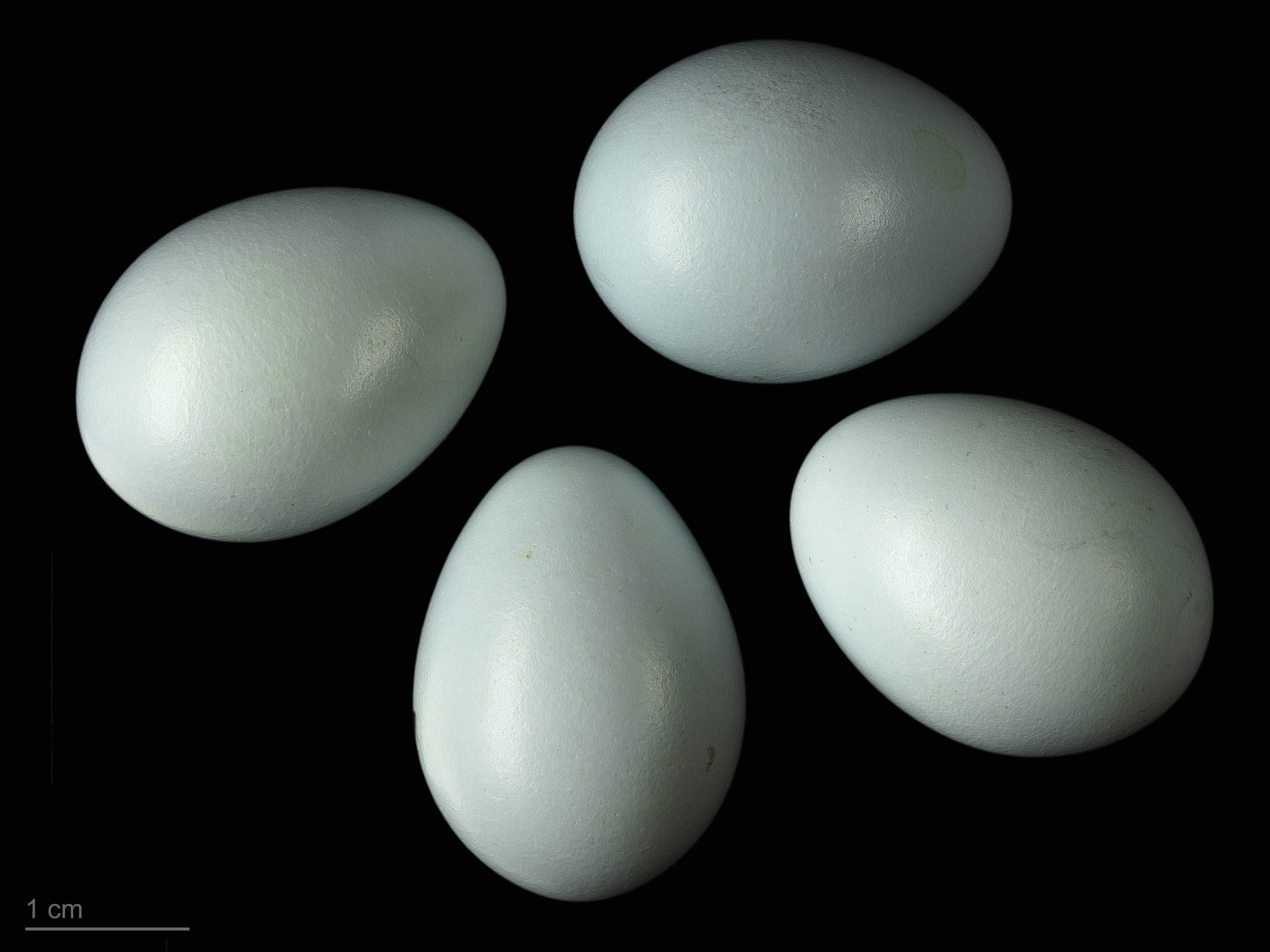
Яйця Monticola saxatilis — Тулузький музей

Скеляр строкатий зустрічається на схилах гір, вкритих валунами, та гірських районах до висоти 3000 м. В Криму трапляється переважно на кам'янистих гірських плато та схилах, у Карпатах — на найвищих полонинах з кам'яними розсипами та урвищами. Прилітає у квітні. Гніздо влаштовує в нішах та на карнизах скель на висоті до 7 м. Деякі пари будують гніздо на землі. Гніздо будується з моху, сухої трави й корінців та вистилається тим самим, але більш тонким матеріалом. Відкладання яєць триває у травні-червні. Кладка складається з 4—5 (рідко 6) блакитно-зелених яєць. Насиджує самка 14—15 діб. Приблизно через 14 днів виводок залишає гніздо та потім дорослі птахи догодовують його ще протягом наступних двох тижнів. Може мати дві кладки на рік. Відлітає в кінці серпня — вересні. Живиться різноманітною їжею: комахами, дрібними молюсками та іншими безхребетними, дрібними ящірками, а також ягодами.

## Ареал виду та поширення в Україні
Гніздовий ареал охоплює Південну Європу, Кавказ, Південно-західну та Центральну Азію, Північну Африку. В Україні у теперішній час гніздиться в Гірському Криму та Карпатах. До середини XX ст. спорадично гніздився в Південно-західній Україні та Правобережному Лісостепу — на схід до Києва. Відомі зальоти в інші регіони України.
В Європі гніздова популяція оцінюється в 100—320 тис. пар, що становить 25—49 % світової популяції. В Україні в Криму гніздиться близько 100 пар, в Карпатах — 750—800. Чисельність незначно скорочується. Зниження чисельності спричиняє зникнення гніздових біотопів на безлісих схилах внаслідок відновлення деревної та чагарникової рослинності, зростання антропогенного (в тому числі рекреаційного) навантаження на гніздові біотопи.

## Охорона
Знаходиться під охороною Бернської конвенції (Додаток II). Внесений до Червоної книги України (1994, 2009) (статус — рідкісний). В Україні охороняється у заповідниках: Кримському, Ялтинському гірсько-лісовому, Карадазькому, «Ґорґани» та Карпатському національному природному парку.